# Michael Z. Lewin
Pour les articles homonymes, voir Lewin.
Michael Z. Lewin, né le 21 juillet 1942 à Sprinfield, Massachusetts, est un auteur américain de roman policier.

## Biographie
Éduqué à Indianapolis, il est étudiant en physique et chimie à l’Université Harvard de 1960 à 1964. Il poursuit sa formation à l’Université de Cambridge en Angleterre, avant d’obtenir ses diplômes de la University of Bridgeport (en) du Connecticut. De 1966 à 1969, il enseigne la physique dans un établissement scolaire de Bridgeport, puis les sciences naturelles à New York.  
Grand admirateur de Raymond Chandler, dont sa future femme lui fait découvrir l’œuvre du temps qu'ils sont tous deux étudiants à Cambridge, il s’essaie au genre policier des années plus tard, lors de vacances chez sa mère, à Los Angeles, où il est venu lui présenter son premier-né. Dans le texte qu'il amorce à ce moment-là, il reprend le cliché cher au roman noir de la venue d’une cliente au bureau d’un détective privé, sauf qu’elle lui demande de rechercher non pas un caïd ou un diamant égaré, mais tout simplement son père biologique. Autre point singulier : le privé, qui répond au nom presque comique d’Albert Samson, est un tendre qui ne porte pas d’arme à feu, arrondit ses fins de mois en créant des mots croisés et rédige de temps en temps des lettres destinées à sa fille de neuf ans pour lui raconter des histoires d’ours et de lapins. En outre, Samson vit à Indianapolis, un modeste centre urbain qui n’a rien de l’habituelle métropole (New York, Los Angeles, San Francisco) qu’affectionne le roman noir. Avec Albert Samson, Michael Z. Lewin apporte donc au genre un appréciable renouveau. L'auteur prend un an pour achever son premier opus, Ma cliente Héloïse, d’abord refusé par plusieurs éditeurs, mais qui, à sa publication en 1971, remporte un réel succès. Lewin déménage alors avec femme et enfants en Angleterre pour se consacrer à l’écriture, donnant une douzaine d’enquêtes supplémentaires, parfois sous forme de nouvelles, à son Albert Samson. 
Lewin a également publié une série centrée sur Leroy Powder, un policier d’Indianapolis qui croise parfois Albert Samson dans ses enquêtes et qui doit, dans Tout le monde se tire (1982), faire équipe avec Corallee Fleetwood, une jeune policière qui se déplace en fauteuil roulant depuis qu’elle a été touchée par une balle à l’épine dorsale au cours d’une mission.  
Michael Z. Lewin a été invité à se joindre au Detection Club en 1993, devenant le troisième Américain, après John Dickson Carr et Patricia Highsmith, à recevoir cet honneur.

## Œuvre

### Romans d’Indianapolis

#### SérieAlbert Samson
- Ask the Right Question (1971) Publié en français sous le titre Ma cliente Héloïse, Paris, Librairie des Champs-Élysées, Le Masque no 1285, 1973 ; réédition, Paris, Librairie des Champs-Élysées, Le Club des Masques no 474, 1982
- The Way We Die Now (1973)
- The Enemies Within (1974)
- The Silent Salesman (1978)
- Missing Woman (1981)
- Out of Season ou Out of Time (1984)
- Called by a Panther (1991)
- Eye Opener (2004)

#### SérieLeroy Powder
- Night Cover (1976)
- Hard Line (1982) Publié en français sous le titre Tout le monde se tire, Paris, Gallimard, Série noire no 1921, 1983
- Late Payments (1986)

#### Autres romans  d’Indianapolis
- Outside In (1980)
- And Baby Will Fall (1988)
- Underdog (1993) Publié en français sous le titre Lumpen, Nantes, L’Atalante, 2001 ; réédition de la même traduction sous le titre Les chiens sont mes amis, Monaco, Outside, coll. Thriller, 2010
- Oh Joe (2008)

### Série policièreLes Lunghi
- Family Business (1995)
- Family Planning (1999)
- Family Way (2011)

### Autres romans policiers
- Cutting Loose (1999)
- Confessions of a Discontented Deity (2013)

### Nouvelles

#### Recueils de nouvelles
- Telling Tales (1994)
- Rover’s Tales (1998)
- The Reluctant Detective and Other Stories (2001)
- Family Trio (2011)

#### Nouvelles de la sérieAlbert Samson
- Albert’s List (1995)
- The Wilt of Love (2009)
- Who I Am (2011)
- Good Intentions (2012)
- Extra Fries (2013)
- A Question of Fathers (2013)

#### Nouvelles de la sérieLeroy Powder
- Night Shift (1999)
- 911 (2005)
- Powder Goes Hunting (2011)

#### Nouvelles de la sérieLes Lunghi
- Wedding Bells (1990)
- Gains and Losses (1993)
- Travel Plans (1994)
- Gunpoint (2000)
- Pay Phone (2001)
- The Jane Case (2005)
- And Maybe More (2005)
- Love and Death (2010)

#### Nouvelles de la sérieDan Quayle
- Danny Get it Right (1991)
- Danny Pulls His Weight (1992)

#### Nouvelles isolées
- The Loss Factor (1975)
- Students of Disaster (1978)
- Fast Lane (1979)
- Wrong Number (1981)
- How in One Week I Achieved a Place in the Frome Basketball Hall of Fame (1981)
- The Frome Fundraisers (1981)
- How I Took Up Coaching and Got My First Whiff of Success (1981)
- Silent Testimony (1982) Publié en français sous le titre Témoignage silencieux, Paris, LGF, Alfred Hitchcock magazine, 2e série no 36, mars 1992 ; réédition dans L’Hôte d’un soir, Paris, Librairie des Champs-Élysées, Le Club des Masques no 1021, 1995
- The Reluctant Detective (1984)
- At Home (1989)
- The Thruth (1992)
- You Pay for Everything (1992)
- Rainey Shines (1993)
- The Stranger (1993)
- Boss (1993)
- Kitty, Kitty (1993)
- In Mitigation (1993)
- Murder in the Library (1993)
- Suicide Note (1994)
- What a Woman Wants (1994)
- Blood Blue (1994)
- The Hit (1994)
- Cormorants (1994)
- The Hand That Feeds Me (1994)
- Dr. Bud (1994)
- Cross (1995)
- Oil and Water (1999)
- Backing (1999)
- Backwater (1999) Publié en français sous le titre Le Bâton et la Carotte, dans Diagnostic Mort, Paris, Albin Michel, 2002
- If the Gloves Fits (2001)
- Rover - CSI (2003)
- Cigarettes (2004)
- Block (2005)
- Friends of the Garrick (2006)
- Wheeze (2006)
- D’ya Hear Me? (2007)
- They Never Listen (2007)
- Death Row (2008)
- Who Killed Frankie Almond ?: a whodunnit (2009)
- Password (2010)
- Anything to Win (2011)
- Last Laugh (2012)

### Novelisation
- The Next Man (1976), novelisation du film de Richard C. Sarafian, avec Sean Connery.

### Autre publication
- How to  Beat College Tests (1970)

## Sources
- Jacques Baudou et Jean-Jacques Schleret, Le Vrai Visage du Masque, vol. 1, Paris, Futuropolis, 1984, 476 p. (OCLC 311506692), p. 281-282.
- Claude Mesplède (dir.), Dictionnaire des littératures policières, vol. 2 : J - Z, Nantes, Joseph K, coll. « Temps noir », 2007, 1086 p. (ISBN 978-2-910686-45-1, OCLC 315873361), p. 200-201.
- (en) John M. Reilly (Ed.), Twentieth-century crime and mystery writers, New York, St. Martin's Press, coll. « Twentieth-century writers of the English language », 1982 (réimpr. 1991), 2e éd., 1568 p. (ISBN 978-0-312-82417-4, OCLC 6688156), p. 563-564.